# Izabela Hohn
Pour les articles homonymes, voir Hohn (homonymie).
Izabela Hohn est une ancienne joueuse de volley-ball polonaise née le 23 septembre 1985. Elle mesure 1,83 m et jouait au poste de réceptionneuse-attaquante.

## Clubs
| Club                 | De        | À         |
| -------------------- | --------- | --------- |
| Orzeł Gdańsk         |           | 2003-2004 |
| TPS Rumia            | 2004-2005 | 2010-2011 |
| MUKS Świecie         | 2011-2012 | 2011-2012 |
| Wieżyca 2011 Stężyca | 2012-2013 | 2012-2013 |
| MUKS Świecie         | 2013-2014 | 2013-2014 |